# (22500) Grazianoventre
(22500) Grazianoventre  es un asteroide perteneciente al cinturón de asteroides, descubierto el 26 de julio de 1997 por Piero Sicoli y Augusto Testa desde el Observatorio Astronómico Sormano, en Italia.

## Designación y nombre
(22500) Grazianoventre se designó inicialmente como 1997 OJ.
Más adelante fue nombrado por Graziano Ventre (n. 1954) quien es miembro activo del Osservatorio Astronomico Sormano y desde su observatorio personal, cerca de su casa en Bellagio (Italia), obtiene posiciones astrométricas de cometas e imágenes de objetos del cielo profundo.

## Características orbitales
(22500) Grazianoventre orbita a una distancia media del Sol de 3,172 ua, pudiendo acercarse hasta 2,641 ua y alejarse hasta 3,703 ua. Tiene una excentricidad de 0,167 y una inclinación orbital de 1,263 grados. Emplea en completar una órbita alrededor del Sol 2063,90 días.
Los próximos acercamientos a la órbita de Júpiter ocurrirán el 15 de junio de 2074, el 18 de mayo de 2085 y el 29 de abril de 2096.
Pertenece a la familia de asteroides de (24) Themis.

## Características físicas
Su magnitud absoluta es 13,54.